# Гас Пенинсулар де Кампече (Канделарија)
Гас Пенинсулар де Кампече (шп. Gas Peninsular de Campeche) насеље је у Мексику у савезној држави Кампече у општини Канделарија. Насеље се налази на надморској висини од 20 м.

## Становништво
Према подацима из 2005. године у насељу је живео 1 становник.

### Хронологија
| Година       | 2005 |
| ------------ | ---- |
| Становништво | 1    |

### Попис
| # | Индикатор                        | Вредност |
| - | -------------------------------- | -------- |
| 1 | Укупно појединачних домаћинстава | 1        |